# Acronneus bryanti
Acronneus bryanti är en tvåvingeart som först beskrevs av Munro 1929.  Acronneus bryanti ingår i släktet Acronneus och familjen borrflugor. Inga underarter finns listade i Catalogue of Life.